# Chaptalia pumila
Chaptalia pumila là một loài thực vật có hoa trong họ Cúc. Loài này được (Sw.) Urb. mô tả khoa học đầu tiên năm 1903.